# پاکسازی (ژاپن اشغالی)
پاکسازی پس از شکست ژاپن در جنگ جهانی دوم واشغالگران ژاپن دستور پاکسازی ده‌ها هزار نفر از افراد تعیین‌شده از سمت‌های خدمات عمومی را صادر کرد. افرادی که در این پاکسازی مورد هدف قرار گرفتند شامل جنایتکاران جنگی، افسران نظامی، رهبران جوامع افراطی ناسیونالیست، رهبران انجمن حمایت از قانون امپراتوری، رهبران تجاری درگیر در توسعه اقتصادی ژاپن در خارج از کشور، فرمانداران مستعمرات سابق ژاپن و رهبران ملی بودند که در تصمیم‌گیری‌های ژاپن به جنگ شرکت داشتند. در نهایت، مقام‌های اشغالگر در مجموع ۷۱۷۴۱۵ پاکسازی احتمالی را بررسی کرد و ۲۰۱۸۱۵ مورد از آنها را از تصدی مناصب دولتی حذف کرد.  با این حال، به عنوان بخشی از «مسیر معکوس» در سیاست اشغال، بیشتر کسانی که پاکسازی شده بودند مورد تجدید نظر قرار گرفتند و اجازه داده شد تا سال ۱۹۵۱ به زندگی عمومی بازگردند.
این پاکسازی عناصر محافظه کار در دوران اشغال، گاهی به صورت ماسبق به عنوان پاکسازی سفید نامیده می‌شود تا آن را از «پاکسازی سرخ» مشابه کمونیست‌ها و چپ‌ها متمایز کند.

## نگاه اجمالی
فرمان شماره ۱۰۹ به نام امپراتور ژاپن صادر شد که به کار گماشتن اسیرها، همکاران جنگ جهانی دوم را که متعلق به دای نیپون بوتوکو کای، انجمن حمایت از قانون امپراتوری و «گوکوکوداشی کای» بودند را از درگیر شدن در عموم خدمات در سال ۱۹۴۶ ممنوع کرد. در سال ۱۹۴۷، دامنه مناصب ممنوعه گسترش یافت، از جمله در شرکت‌های خصوصی بیش از ۲۰۰۰۰ نفر پاکسازی شدند. یک کمیته صلاحیت پاکسازی برای رسیدگی به اعتراضات بین مارس ۱۹۴۷ و مارس ۱۹۴۸ ایجاد شد و در فوریه ۱۹۴۹ دوباره شروع به کار کرد. این قانون با قانون شماره ۹۴ در سال ۱۹۵۲ پس از پایان اشغال متفقین لغو شد. در سال ۱۹۴۸، ۱۴۸ نفر از جمله سیاستمدار واتارو ناراهاشی (楢橋渡) ja:楢橋渡 و شیگرو هوری محکومیت پاکسازی خود را نادرست دانسته و آن لغو کردند و چهار نفر از جمله تاکرو اینوکای از این پاکسازی آزاد شدند.

## اثرات پاکسازی
شخصیت‌های سیاسی برجسته ناپدید شدند و نسل بعدی قدرت یافتند. به ویژه در آموزش و پرورش و ارتباطات جمعی، چپ‌ها و هواداران کمونیست به قدرت رسیدند که برخلاف میل مقامات اشغالگر بود. با این وجود، پاکسازی مقام‌های دولتی، از جمله قضات و کسانی که به توکوبستو کوتو کیساتسو تعلق داشتند، کمتر سختگیرانه بود. دومی به پست‌های دیگر رفت. ۸۰ درصد از اعضای مجلس نمایندگان پاکسازی شدند، اما اعضای خانواده آنها با حفظ کرسی‌های خود در انتخابات شرکت کردند.

## پایان پاکسازی
لغو سیاست‌های مقام‌های اشغالگر با یک اعتصاب عمومی در فوریه ۱۹۴۷ آغاز شد، که نشان‌دهنده شروع «مسیر معکوس» در سیاست اشغال بود، زمانی که اهداف از غیرنظامی کردن و دموکراتیک کردن ژاپن به نظامی‌سازی مجدد و تقویت اقتصاد ژاپن تغییر کرد. ترس از عناصر کمونیست در ژاپن با افزایش تنش‌های جهانی جنگ سرد شروع شد و در سال ۱۹۵۰ پس از شروع جنگ کره به اوج خود رسید. مقام‌های اشغالگر توجه خود را از پاکسازی عناصر محافظه‌کار به پاکسازی کمونیست‌ها و چپ‌ها، نه تنها از خدمات عمومی، بلکه از بخش‌های خصوصی و آموزشی، در یک پاکسازی جدید به نام پاکسازی سرخ معطوف کردند.
در سال ۱۹۵۰، افرادی که قبلاً در دوران اشغال پاکسازی شده بودند، از جمله برخی از افسران سابق ارتش و سیاستمداران محافظه کار شروع به بازگشتن به کار کردند. در ماه مه ۱۹۵۱، ژنرال متیو ریدوی اظهار داشت که پاکسازی به‌طور کلی ملایم خواهد شد و قدرت به دولت ژاپن منتقل خواهد شد. در سال ۱۹۵۱، نزدیک به ۲۰۰۰۰۰ نفر پاکسازی شدند. در پایان، نوبوسوکه کیشی و ۵۵۰۰ نفر دیگر نیز پاکسازی شدند.

## سیاستمدارانی که پاکسازی شدند
- بن آکائو یک سیاستمدار راست افراطی ژاپنی بود.
- ایکدا شیگه‌آکی که با نام سیهین ایکدا نیز شناخته می‌شود، سیاستمدار و تاجر ژاپنی بود. او از سال ۱۹۰۹ تا ۱۹۳۳ به عنوان مدیر بانک میتسویی خدمت کرد، در سال ۱۹۳۷ به فرمانداری بانک ژاپن منصوب شد و از سال ۱۹۳۷ تا ۱۹۳۹ به عنوان وزیر دارایی در زمان نخست‌وزیری فومیمارو کونوئه خدمت کرد.
- تانزان ایشی‌باشی روزنامه‌نگار و سیاستمدار ژاپنی بود.
- ایشیهارا کانجی ژنرال ارتش امپراتوری ژاپن در جنگ جهانی دوم بود.
- ایشیکاوا فاسائه فمینیست، سیاستمدار و رهبر حق رای زنان ژاپنی بود.
- تاکتورا اوگاتا یک روزنامه‌نگار ژاپنی، معاون رئیس روزنامه روزنامه آساهی و سپس یک سیاستمدار بود.
- ماساتسونه اوکورا یک سیاستمدار و مرد تجاری ژاپنی بود.
- کیزو شیبوساوا تاجر، بانک مرکزی و بشردوست ژاپنی بود. او شانزدهمین فرماندار بانک ژاپن بود.
- شیگیو تاکوچی یک پزشک، سیاستمدار و فمینیست ژاپنی بود
- ایچیرو هاتویاما سیاستمدار ژاپنی و پنجاه و دومین، پنجاه و سومین و پنجاه و چهارمین نخست‌وزیر ژاپن بود.
- شاهزاده ناروهیکو هیگاشیکنی چهل و سومین نخست‌وزیر ژاپن از ۱۷ اوت ۱۹۴۵ تا ۹ اکتبر ۱۹۴۵ بود.
- جیچیرو ماتسوموتو سیاستمدار و تاجر مشهور ژاپنی بود. او از اوایل جنبش آزادی‌بخش بوراکومین را رهبری می‌کرد و در لیگ آزادی‌بخش بوراکو «پدر آزادی‌بخش بوراکو» نامیده می‌شد.